# Hildegard Hess
Hildegard Hess (* 28. Mai 1920 in Britz; † 23. Juli 2014 in Berlin) war eine deutsche Chemikerin, die als erste Handelschemikerin in Berlin gilt.

## Leben und Werk
Sie war die Tochter des Direktors einer Fabrik des Chemieunternehmens Riedel de Haën, Ludwig Hess (1882–1956), und dessen Ehefrau Hertha. Hildegard Hess wuchs auf dem Werksgelände im 1920 nach Berlin eingemeindeten Britz auf, da ihre Eltern dort eine Dienstwohnung besaßen. Dadurch war sie bereits als Kind mit der chemischen Industrie verbunden, zumal ihr Vater 1931 als Handelschemiker ein chemisches Untersuchungslabor übernahm. Frühzeitig interessierte sie sich für den Beruf des Vaters, der ihre Ausbildung zur Chemikerin nach dem Besuch der Klosterschule förderte. Ab 1939 studierte sie Chemie an den Universitäten in Berlin und Freiburg im Breisgau, wo sie u. a. Schülerin von Hermann Staudinger und Georg Wittig war. 1944 schloss sie ihr Chemiestudium ab und trat in das väterliche Labor ein, dessen Leitung sie 1956 nach dem Tod des Vaters selbst übernahm. Das Untersuchungslabor befand sich in Berlin-Lankwitz, Siemensstraße 52a.
Am 3. März 1953 promovierte sie am Institut für Lebensmittelchemie der Technischen Universität Berlin bei Josef Schormüller. Das Thema ihrer Dissertation lautete Der Vitamin B1-, Vitamin B2- und Nikotinsäuregehalt im „Mycel“. Im darauffolgenden Jahr erfolgte in Berlin ihre öffentliche Vereidigung als Handelschemikerin. Sie war damit die erste Handelschemikerin in (West-)Berlin. 
Von 1955 bis 1965 besaß sie einen Lehrauftrag für Ernährungswissenschaften an der Technischen Universität Berlin.
1986 fusionierte ihr Labor mit dem Institut Kirchhoff Berlin.